# Rue Tesson
La rue Tesson est une voie du 10e arrondissement de Paris, en France.

## Situation et accès
La rue Tesson est une voie publique située dans le 10e arrondissement de Paris. Elle débute au 160, avenue Parmentier et se termine au 187, rue Saint-Maur.

## Origine du nom

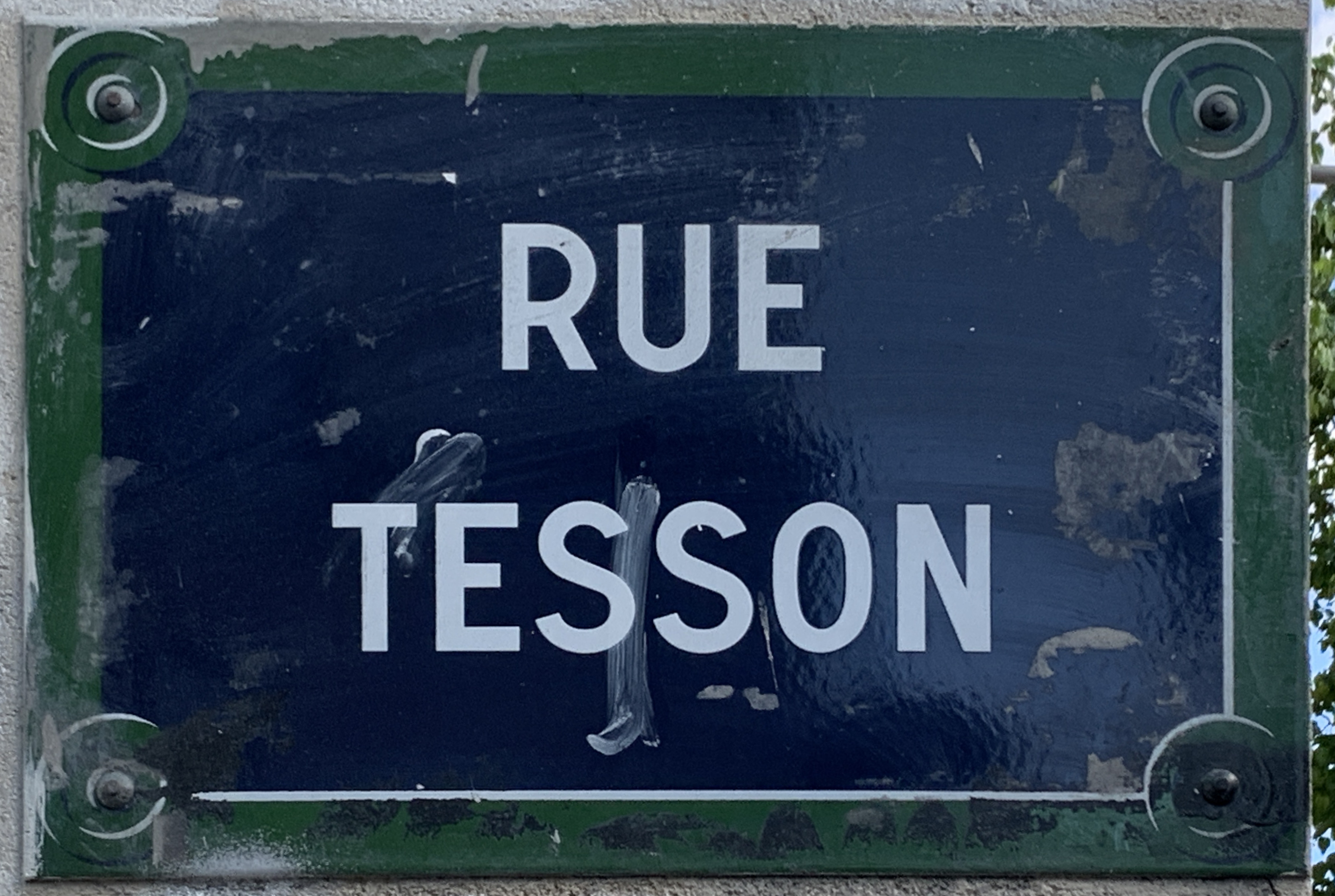
Plaque de la rue.

La rue Tesson tire son nom de celui d'un ancien propriétaire.

## Historique
Cette voie, ouverte en 1892 sous le nom d'« impasse Richard », est devenue le « passage Richard-Tesson » puis la « rue Tesson ».